# Eugenio Lamanna
Eugenio Lamanna (Como, 7 de agosto de 1989) es un futbolista italiano que juega como portero en el F. C. Südtirol de la Serie B de Italia.

## Carrera

### Bari y Siena
En el verano de 2012 se incorporó al Siena. El 22 de agosto de 2012 Lamanna regresó al Bari, en acuerdo temporal.
En julio de 2013 Lamanna regresó al Siena. Se esperaba que Lamanna reemplazara a Gianluca Pegolo, que era pedido por otros clubes, así como Željko Brkić que regresó al Udinese después de un préstamo. Finalmente los reemplazó y usó la camiseta número 1.

### Regreso al Genoa
El 15 de julio de 2014, el Siena anunció que no pudieron adquirir la licencia para participar en la Serie B 2014/15, por eso, Lamanna regresó al Genoa.

### Spezia
El 12 de julio de 2018, Lamanna fichó por el Spezia.

### Monza
El 13 de julio de 2019 fichó por tres años por el Monza de la Serie C.

## Estadísticas
Actualizado al último partido jugado e 6 de octubre de 2019.
| Como · Italia               | 4.ª                 | 2007/08             | 23  | -16  | 0  | 0   | - | - | 23  | -16  |
| Como · Italia               | Total               | Total               | 23  | -16  | 0  | 0   | - | - | 23  | -16  |
| Genoa CFC · Italia          | 1.ª                 | 2008/09             | 0   | 0    | 0  | 0   | - | - | 0   | 0    |
| Genoa CFC · Italia          | Total               | Total               | 0   | 0    | 0  | 0   | - | - | 0   | 0    |
| AS Gubbio · Italia          | 4.ª                 | 2009/10             | 38  | -29  | 10 | -7  | - | - | 48  | -36  |
| AS Gubbio · Italia          | 3.ª                 | 2010/11             | 29  | -27  | 4  | -7  | - | - | 33  | -34  |
| AS Gubbio · Italia          | Total               | Total               | 67  | -56  | 14 | -14 | - | - | 81  | -70  |
| AS Bari · Italia            | 2.ª                 | 2011/12             | 42  | -48  | 2  | 0   | - | - | 44  | -48  |
| AS Bari · Italia            | 2.ª                 | 2012/13             | 40  | -42  | 0  | 0   | - | - | 40  | -42  |
| AS Bari · Italia            | Total               | Total               | 82  | -90  | 2  | 0   | - | - | 84  | -90  |
| AC Siena · Italia           | 2.ª                 | 2013/14             | 39  | -39  | 2  | -1  | - | - | 41  | -40  |
| AC Siena · Italia           | Total               | Total               | 39  | -39  | 2  | -1  | - | - | 41  | -40  |
| Genoa CFC · Italia          | 1.ª                 | 2014/15             | 8   | -9   | 1  | -2  | - | - | 9   | -11  |
| Genoa CFC · Italia          | 1.ª                 | 2015/16             | 13  | -18  | 1  | -2  | - | - | 14  | -20  |
| Genoa CFC · Italia          | 1.ª                 | 2016/17             | 11  | -22  | 3  | -9  | - | - | 14  | -31  |
| Genoa CFC · Italia          | 1.ª                 | 2017/18             | 1   | -1   | 3  | -9  | - | - | 4   | -10  |
| Genoa CFC · Italia          | Total               | Total               | 33  | -50  | 8  | -22 | - | - | 41  | -73  |
| Spezia · Italia             | 2.ª                 | 2018/19             | 33  | ?    | 2  | ?   | - | - | 35  | ?    |
| Spezia · Italia             | Total               | Total               | 33  | ?    | 2  | ?   | - | - | 35  | ?    |
| Monza · Italia              | 3.ª                 | 2019/20             | 8   | ?    | 3  | ?   | - | - | 11  | ?    |
| Monza · Italia              | Total               | Total               | 8   | ?    | 3  | ?   | - | - | 11  | ?    |
| Total en su carrera         | Total en su carrera | Total en su carrera | 285 | -250 | 31 | -28 | - | - | 316 | -278 |
| (1)Incluye Copa Italia. (2) |                     |                     |     |      |    |     |   |   |     |      |